# العلاقات الفرنسية المالاوية
العلاقات الفرنسية المالاوية هي العلاقات الثنائية التي تجمع بين فرنسا ومالاوي.

## مقارنة بين البلدين
هذه مقارنة عامة ومرجعية للدولتين:
| وجه المقارنة                                              | فرنسا                                                    | مالاوي                     |
| --------------------------------------------------------- | -------------------------------------------------------- | -------------------------- |
| المساحة (كم2)                                             | 643.80 ألف                                               | 118.48 ألف                 |
| عدد السكان (نسمة)                                         | 67.12 مليون                                              | 18.62 مليون                |
| الكثافة السكانية (ن./كم²)                                 | 104.26                                                   | 157.16                     |
| العاصمة                                                   | باريس                                                    | ليلونغوي، زومبا            |
| اللغة الرسمية                                             | لغة فرنسية                                               | لغة إنجليزية، لغة الشيشيوا |
| العملة                                                    | يورو، فرنك س ف ب، فرنك فرنسي، Livre tournois ‏            | كواشا ملاوية               |
| الناتج المحلي الإجمالي (بليون دولار)                      | 2.58 تريليون                                             | 6.30 مليار                 |
| الناتج المحلي الإجمالي (تعادل القوة الشرائية) بليون دولار | 2.87 تريليون                                             | 22.43 مليار                |
| الناتج المحلي الإجمالي الاسمي للفرد دولار أمريكي          | 36.20 ألف                                                | 338                        |
| الناتج المحلي الإجمالي للفرد دولار أمريكي                 | 39.33 ألف                                                | 1.20 ألف                   |
| مؤشر التنمية البشرية                                      | 0.888                                                    | 0.445                      |
| رمز المكالمات الدولي                                      | +33                                                      | +265                       |
| رمز الإنترنت                                              | .fr، .bzh ‏، .tf، .re، .wf، .yt، .pm، .paris              | .mw                        |
| المنطقة الزمنية                                           | أوروبا/باريس ‏، توقيت وسط أوروبا، توقيت وسط أوروبا الصيفي | ت ع م+02:00                |

## منظمات دولية مشتركة
يشترك البلدان في عضوية مجموعة من المنظمات الدولية، منها:
| علم المنظمة | اسم المنظمة                               | تاريخ انضمام فرنسا | تاريخ انضمام مالاوي |
| ----------- | ----------------------------------------- | ------------------ | ------------------- |
|             | مؤسسة التنمية الدولية                     | 30 ديسمبر 1960     | 19 يوليو 1965       |
|             | يونسكو                                    | 4 نوفمبر 1946      | 27 أكتوبر 1964      |
|             | وكالة ضمان الاستثمار متعدد الأطراف        | 28 ديسمبر 1989     | 12 أبريل 1988       |
|             | الأمم المتحدة                             | 24 أكتوبر 1945     | 1 ديسمبر 1964       |
|             | الاتحاد البريدي العالمي                   | ?                  | ?                   |
|             | البنك الدولي للإنشاء والتعمير             | 27 ديسمبر 1945     | 19 يوليو 1965       |
|             | الاتحاد الدولي للاتصالات                  | 1866               | 19 فبراير 1965      |
|             | منظمة حظر الأسلحة الكيميائية              | ?                  | ?                   |
|             | مؤسسة التمويل الدولية                     | 20 يوليو 1956      | 19 يوليو 1965       |
|             | المركز الدولي لتسوية المنازعات الاستشارية | 20 سبتمبر 1967     | 14 أكتوبر 1966      |
|             | منظمة التجارة العالمية                    | 1995               | ?                   |
|             | منظمة الشرطة الجنائية الدولية             | ?                  | ?                   |
|             | البنك الإفريقي للتنمية                    | ?                  | ?                   |

## وصلات خارجية
- موقع وزارة الخارجية الفرنسية